# Haxey
Haxey är en ort och civil parish i Storbritannien.   Den ligger i kommunen North Lincolnshire och riksdelen England, i den sydöstra delen av landet, 220 km norr om huvudstaden London. Haxey ligger 18 meter över havet och antalet invånare är 1 817.
Terrängen runt Haxey är mycket platt. Runt Haxey är det ganska tätbefolkat, med 70 invånare per kvadratkilometer. Närmaste större samhälle är Scunthorpe, 15,8 km nordost om Haxey. Trakten runt Haxey består till största delen av jordbruksmark.